# Czarna rada (1663)

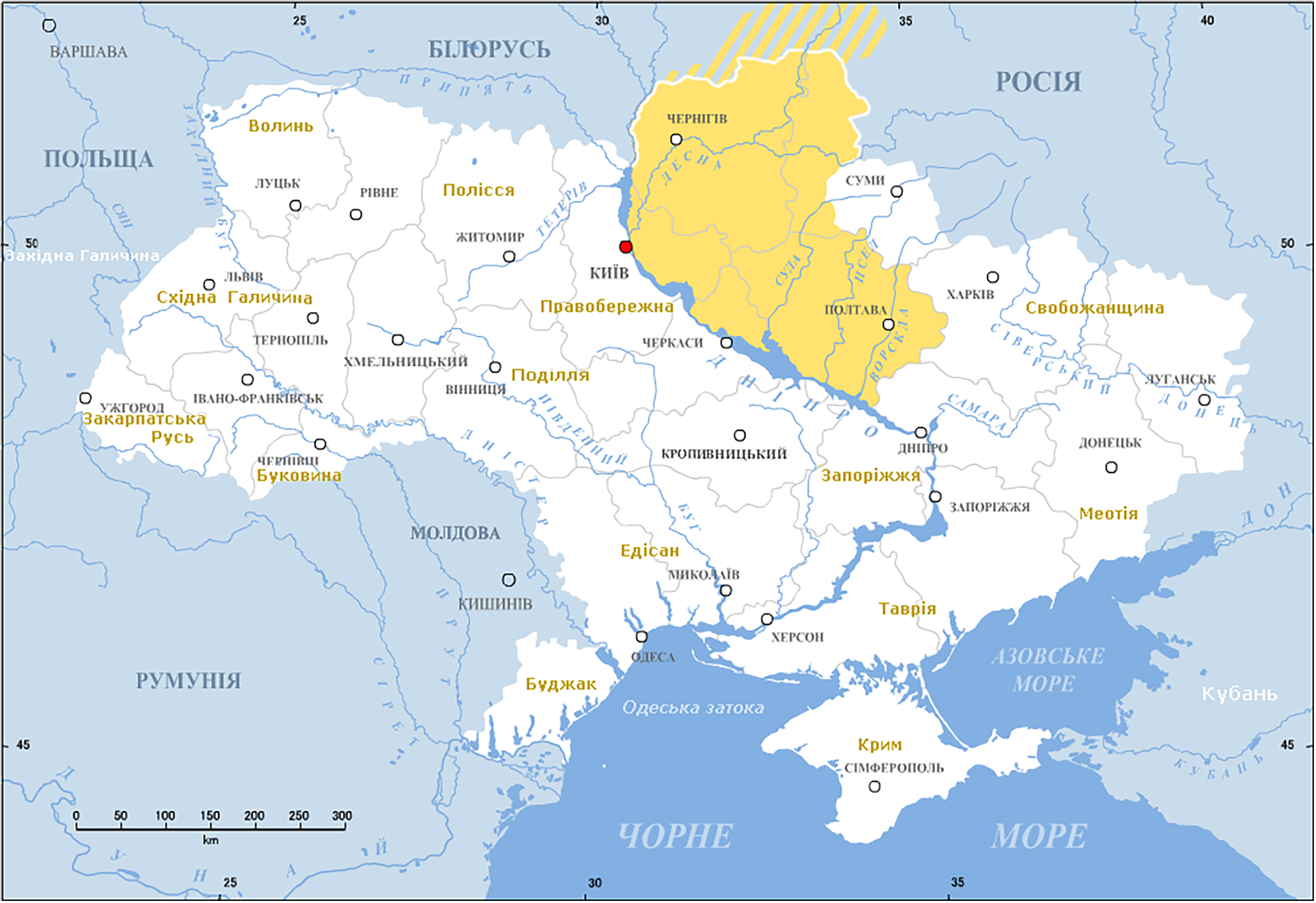
Ukraina Lewobrzeżna (Lewobrzeże) – kraina historyczna, część Ukrainy Naddnieprzańskiej leżąca na lewym (wschodnim) brzegu Dniepru.

Czarna rada 1663 roku (ukr. Чорна рада) – spotkanie rady kozackiej 27–28 czerwca 1663 roku niedaleko miasta Nieżyn na Ukrainie Lewobrzeżnej. Podczas spotkania tysiące szeregowych Kozaków zaporoskich i miejscowych chłopów (czerni) wraz ze starszyzną kozacką dokonywało wyboru nowego hetmana Ukrainy Lewobrzeżnej.
Głównymi kandydatami byli hetman nakaźny Jakym Somko, pułkownik regimentu nieżnieńskiego Wasyl Zołotarenko oraz ataman koszowy Iwan Brzuchowiecki. Starszyzna zaproponowała kandydaturę Jakyma Somko, który obiecywał zredukować wpływy Moskwy na Ukrainie i dążyć do zjednoczenia państwa. Wkrótce Zołotarenko poparł Somko, lecz większość kozactwa była za kandydaturą Brzuchowieckiego, który obiecywał obniżenie podatków. Jednocześnie Brzuchowiecki posiadał poparcie cara Aleksego, który z kolei liczył na zwiększenie swoich wpływów na lewobrzeżnej Ukrainie.
Ostatecznie większość zdecydowała na kandydaturę Brzuchowieckiego, którego obrano nowym hetmanem. W czasie zamieszania po dokonaniu wyboru, Somko i Zołotarenko zaczęli obawiać się o swoje bezpieczeństwo. Zwrócili się więc do obserwatorów przysłanych z Moskwy, ci jednak nie zareagowali, gdy obaj zostali aresztowani przez Kozaków i oddani Brzuchowieckiemu. Ten więził ich 3 miesiące, po czym skazał na śmierć. Wyrok wykonano 28 września 1663 roku w mieście Borzna.